# Rudzienko (powiat miński)
Rudzienko – wieś sołecka w Polsce położona w województwie mazowieckim, w powiecie mińskim, w gminie Dobre. 
| SIMC    | Nazwa     | Rodzaj    |
| ------- | --------- | --------- |
| 0670574 | Leonów    | część wsi |
| 0670568 | Tadeuszów | część wsi |

Remiza strażacka, sklep, przedwojenny dworek rodziny Jaźwińskich herbu Grzymała. Obok dworku - pozostałości dawnych stawów rybnych i grobli.
Prywatna wieś szlachecka położona była w drugiej połowie XVI wieku w ziemi liwskiej województwa mazowieckiego. Do 1954 roku istniała gmina Rudzienko. W latach 1975–1998 miejscowość należała administracyjnie do województwa siedleckiego. 15 lutego 2002 częścią wsi Rudzienko stała się ówczesna kolonia Leonów.
Wierni Kościoła rzymskokatolickiego należą do parafii św. Mikołaja w Dobrem.